# Bryan Herta
Bryan Herta (né le 23 mai 1970 à Warren, États-Unis) est un pilote automobile américain ayant couru en Champ Car et en IndyCar Series.

Il possède sa propre équipe, le Bryan Herta Autosport, qui évolue en Indy Lights et qui a remporté les 500 miles d'Indianapolis 2011 avec Dan Wheldon au volant.

## CART/Champ Car

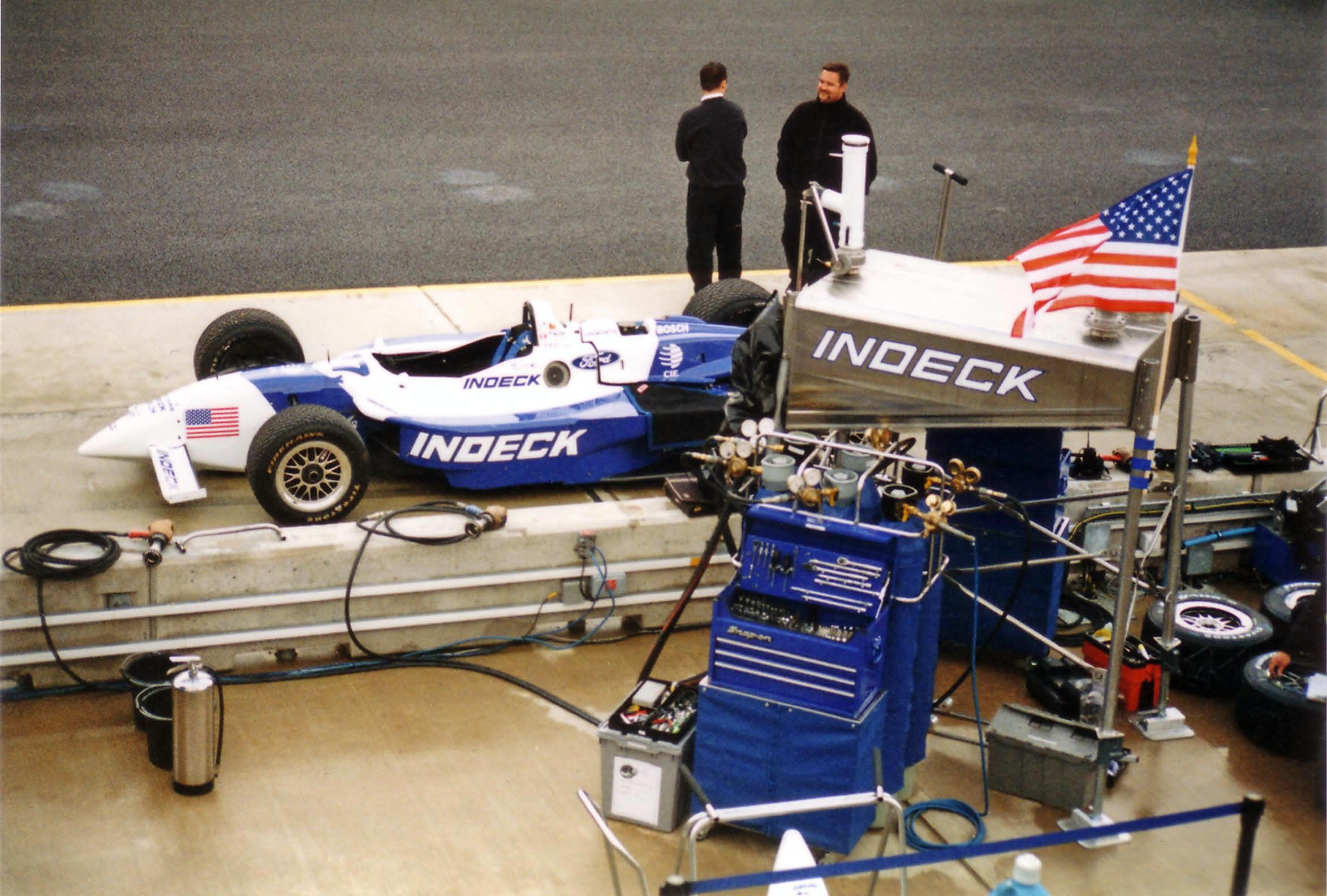
La monoplace du Forsythe Racing de Bryan Herta en 2001

Il commence sa carrière en 1994, au sein de l'écurie d'A. J. Foyt où il signe 3 top 10 mais ce n'est que l'année suivante, chez Chip Ganassi Racing, qu'il monte pour la première fois sur le podium, sur la seconde marche, à Cleveland (nl).

À partir de 1996, il rejoint le Rahal Letterman Racing et voit sa carrière décoller, avec 6 podiums et 2 victoires jusqu'en 1999, c'est en 1996 et 1998 qu'il obtiendra son meilleur résultat au classement final, avec la 8e place.

En 2000, il ne trouve pas de volant pour une saison complète et dispute 6 courses avec 3 teams différents.

Toujours déterminé, il rejoint en 2001 le Forsythe Racing pour une saison et signe une 3e place sur le circuit de Cleveland, mais il va de nouveau connaître une saison creuse, en 2002, où il en profitera pour s'aligner en American Le Mans Series

Il a eu l'occasion de disputer une dernière course en 2003 à Monterey avec le PK Racing.

## IndyCar Series
Presque sûr de poursuivre sa carrière en ALMS, il reçoit contre toute attente une offre de Michael Andretti afin de courir dans son équipe en remplacement de Dario Franchitti, blessé, dans le championnat rival: l'IndyCar Series.

En cette année 2003, sa carrière en monoplace reprend son envol et il se sentit très vite dans le bain, il décroche sa première victoire après seulement 3 courses, au Kansas. Il décroche 3 autres podiums cette même saison, toutes sur la troisième marche.

Après une saison complète en 2004 sans victoire, mais avec une 2e place à Chicago, il gagne de nouveau en 2005 au Michigan et parvient à terminer 3e aux 500 miles d'Indianapolis 2005. C'est également une 8e place finale dans ce championnat, son meilleur résultat.

2006 sera sa dernière saison mais ne sera pas fructifiée de podiums, il décroche un dernier bon résultat à St.Petersburg avec la 4e place.
Entre-temps, il a disputé des courses en A1 Grand Prix pour son pays, durant la saison 2005-2006.

## American Le Mans Series
En 2007, il quitte le championnat IndyCar pour retourner en ALMS, comme en 2002 et 2003.

Il reste dans l'équipe du Andretti Motorsport et signe une victoire aux 12 Heures de Sebring, une 2e place à Houston (en) et une 3e place à Mosport.

En 2008, ce sera sa dernière année en tant que pilote automobile pour Bryan Herta, il se retire de la compétition après 4 dernières courses disputées.

## Bryan Herta Autosport
Jeune retraité des pistes, il décide de se lancer dans une toute nouvelle aventure en 2009 et monte sa propre équipe: le Bryan Herta Autosport.

Le team dispute les courses d'Indy Lights avec Daniel Herrington (en), qui décroche une victoire cette année-là à Chicago et Felipe Guimarães qui a, quant à lui, récolté 2 podiums.

Des débuts prometteurs qui se confirme en 2010, Stefan Wilson signe une 3e place à St.Petersburg (en) lors de la première course de la saison et Sebastián Saavedra ramène 3 autres top 3, dont 1 victoire à Newton.

En 2011, il atteint la consécration, en tant que chef d'équipe, en remportant les 500 miles d'Indianapolis avec Dan Wheldon.

## Palmarès
- CART/Champ Car: 2 victoires.
- IndyCar Series: 1 victoire.
- ALMS: 1 victoire.
- Vainqueur des 500 miles d'Indianapolis comme propriétaire.